# Ella Vaday
Nick Collier (23 september 1988) beter bekend als Ella Vaday, is een Engelse dragqueen, acteur en danser die deelnam aan de derde reeks van RuPaul's Drag Race UK.

## Carrière
Collier werkte eerst als achtergronddanseres voor Olly Murs en Eoghan Quigg in The X Factor .  Collier nam onder zijn dragnaam Ella Vaday deel aan de derde serie van RuPaul's Drag Race UK . Hij imiteerde Nigella Lawson tijdens de Snatch Game- challenge.Collier was een van de drie finalisten en nam het op tegen Krystal Versace en Kitty Scott-Claus in de laatste playback van  het seizoen op het lied "You Don't Own Me" van Dusty Springfield .